# Напредни савез социјалиста и демократа
Напредни савез социјалиста и демократа (енгл. Progressive Alliance of Socialists and Democrats, S&D) је посланичка група у Европском парламенту коју чине чланови Партије европских социјалиста.

## Историја
Група је формирана 23. јуна 2009. године и окупља социјалдемократске и социјалистичке странке из европских земаља које чине Партију европских социјалиста.
Основана је после европских избора 2009. године као противтежа Групи Европске народне странке; учествује у раду Европске комисије са неколико комесара. Тренутни председник посланичке групе "Прогресивна алијанса социјалиста и демократа" је Удо Булман, припадник СПД-а.

## Политички ставови
У више наврата, група је критиковала власти Србије у корист властима Републике Косово, захтевајући од Србије да призна независност Републике Косово.